# Clarence Vinson
Clarence Vinson (n. 10 iulie 1978, Washington, D.C., District of Columbia, SUA) este un boxer ce a reprezentat Statele Unite ale Americii, medaliat olimpic. A participat la o ediție a Jocurilor Olimpice (2000) în care a câștigat o medalie de bronz.

## Participări
Lista de mai jos prezintă principalele competiții la care a participat Clarence Vinson de-a lungul carierei.
- boxing at the 2000 Summer Olympics – bantamweight[*]